# Майк Брунер
Майк Брунер (англ. Mike Bruner, 23 липня 1956) — американський плавець.
Олімпійський чемпіон 1976 року.
Чемпіон світу з водних видів спорту 1978 року.